# Cirsium perplexans
Cirsium perplexans là một loài thực vật có hoa trong họ Cúc. Loài này được (Rydb.) Petr. mô tả khoa học đầu tiên năm 1917.